# یورسینژه
یورسینژه (به هلندی: Eursinge) یک منطقهٔ مسکونی در هلند است که در ده‌ولدن واقع شده‌است. یورسینژه ۹۸ نفر جمعیت دارد.